# Gdzie jest święty Mikołaj
Gdzie jest święty Mikołaj – amerykański film animowany nakręcony w 2002 roku przez reżysera Williama R. Kowalchuka.

## Obsada
- Hilary Duff – Crystal (głos)
- Haylie Duff – Lucinda (głos)